# NYC2123
NYC2123 Dayender jest pierwszym komiksem na PlayStation Portable. Jest to powieść z czarno-białymi ilustracjami w konwencji cyberpunk. Scenariusz Chada Allena zilustrował Paco Allen.
Autor ilustracji, Paco Allen, razem ze swoim bratem, Chadem Allenem założył niezależne wydawnictwo tworzące komiksy o nazwie 42 Ninjas, którego celem było stworzenie pierwszej serii komiksowej na platformę PSP.

## Komiks
"W roku 2123, hakerzy i cyborgi-najemnicy walczą o przetrwanie w pozbawionym sprawiedliwości, skorumpowanym świecie. Miejsce akcji to Nowy Jork siedemdziesiąt lat po ataku gigantycznego tsunami, które zniszczyło Manhattan."
Cały komiks składa się z sześciu rozdziałów. Rozdział pierwszy został opublikowany 15 sierpnia 2005.
NYC2123 jest także pierwszym cyfrowym komiksem który został wydany na licencji Creative Commons Attribution-NonCommercial-ShareAlike License. Ta licencja jest mniej restrykcyjna niż tradycyjne prawa autorskie, i umożliwia innym artystom oraz pisarzom manipulowanie gotowym dziełem i niekomercyjną redystrybucję.
Dzięki staraniom fanów, komiks został przetłumaczony na inne języki.
NYC2123 został zaprojektowany i zilustrowany przy użyciu wachlarza różnych technik cyfrowych. Każda "klatka" komiksu jest cyfrową kompozycją zdjęć zrobionym aktorom oraz scenerii.

## Bohaterowie
- Jake: Patrick Mercier
- Laney: Libby Mulitz
- Wagner: As Himself
- Julius: Paco Allen
- Asher: Thomas Lamprecht
- Wall Cop: Chaco Daniel
- Hipster #1: Evan Sorenstein
- Hipster #2: Juan Contreras
- Hipster #3: Stephen Weibel
- Hydroplane Driver/Rent-a-ninja: Pete Lin
- Barge Guard #1: Kevin McCarthy
- Barge Guard #2: Kevin McCarthy
- The Cooker: Chris Perrins
- Nathan Samuel: Ari Nave
- m-Pub Bartender: Jason J. Wiersema
- Dayender Monk #1: Brian Shown
- Dayender High Priest: Jeff Shattuck